# La blanca doble
La blanca doble es una revista musical en dos actos, con libreto de Enrique Paradas y Joaquín Jiménez y música del maestro Jacinto Guerrero, estrenada en el Teatro La Latina de Madrid el 5 de abril de 1947 con producción de Mariano Madrid.

## Argumento

### Acto 1
Blanca y Perico Lozoya son un matrimonio que regenta una tienda de lencería. Junto a ellos vive el sobrino de ella, Melitón quien, a su vez, coquetea con Cristeta, la sirvienta de una de las clientas llamada Blanquita que se dedica al mundo del espectáculo. Esta última, deseada por Perico y ávida de la fortuna familiar, lo invita a pasar una noche en su casa, indicándole que la señal para el acceso será una luz verde en la ventana, indicio que Velilla, su compañero (inventado), ha abandonado la casa. Para acudir a la cita, Perico, aconsejado por su amigo Eleuterio Peláez se excusa ante su mujer, argumentando que asistirá a un velatorio; concretamente el del propio Peláez. Cuando este recibe una corona encargada por Blanca, asustado, le revela toda la verdad.

### Acto 2
Perico, al advertir la luz verde en la ventana de Blanquita, sube a la casa. Cristeta y Blanquita, mediante tretas, consiguen robar todo el dinero a Perico. Este, ingenuo, entra en el dormitorio a la espera de quien cree su nueva amante. Mientras tanto, llega a la escena Blanca quien, a cambio de una buena cantidad, soborna a Blanquita para que la deje entrar en casa e irrumpe en la habitación donde supuestamente yace su marido. Sin embargo, este se había intercambiado con Peláez que se había adelantado para avisarle. Las sorpresas, por tanto, se suceden, si bien, finalmente todos regresan a casa escarmentados pero felices.

## Números musicales
- Acto primero[1]
  - Preludio (Orquesta)
  - Introducción en tiempo de Vals y Tanguillo: "La Lagartija"
  - Tango - Bolero: "La Tigresa"
  - Samba: "Moreno tiene que ser"
  - Pasodoble: "El encaje de bolillos"
  - Vals: "Los tres mexicanos"
  - Rumba y Fin del primer acto: "La Rumba"

- Acto segundo
  - Preludio (Orquesta)
  - Coplas - Bulerías: "Ay que tío"
  - Parodia del Bugui-Bugui: "Bugui baile americano"
  - Interludio (Orquesta)
  - Chotis: "Agua de la fuentecilla"
  - Fox-trot: "Las bomboneras"
  - Garrotín: "Fue mi cuna el albaicin"
  - Apoteosis y fin de la obra: "El Dominó"

- El maestro Jacinto Guerrero, ante el éxito de la obra fue renovando la partitura con nuevos números musicales:
  - Cuplés - Tanguillo: "Ay que alegría"
  - Baile de la raspa: "La raspa"
  - Batucada: "El batuqui"
  - Bulerías: "Pepe el Negro"

## Representaciones destacadas
- Teatro
  - 1947 (Estreno). Intérpretes: Florinda Chico, Zori, Santos y Codeso, Encarna Abad, Mary Campos, Gloria España, Isabel de la Vega.
  - 1953 (Reestrno). Intérpretes: Beatriz de Lenclós, Alfonso del Real, Manuel Navarro, Conchita Bañuls, Marcelino Marno, Lina Morgan.
  - 1955 (Reestreno). Intérpretes:Maruja Tomás, Luis Barbero, Ricardo Espinosa Osete.
  - 1969 (Reestreno). Intérpretes: Lina Morgan, Alfonso del Real.
- Televisión
  - Televisión española (La Revista, 29 de septiembre de 1995): Loreto Valverde, Francisco Cecilio, Silvia Gambino.